# 1927 na televisão

## Eventos
- 7 de Abril - A Bell Telephone Co. transmite uma imagem de Hoover, então Secretário de Comércio norte-americano, que torna-se a primeira transmissão televisiva de longa distância com sucesso.

## Nascimentos
| Data           | Nome                    | Profissão                                        | Nacionalidade  | Observações | Ref    |
| -------------- | ----------------------- | ------------------------------------------------ | -------------- | ----------- | ------ |
| 1 de janeiro   | Antônio Carlos Pires    | ator e humorista                                 | Brasil         | n. 1927     | [ 1 ]  |
| 4 de janeiro   | Cléa Simões             | atriz                                            | Brasil         | m. 2006     | [ 2 ]  |
| 1 de março     | Ruy de Carvalho         | ator                                             | Portugal       |             |        |
| 14 de março    | Mariana Villar          | atriz                                            | Portugal       | m. 1998     |        |
| 14 de março    | Sérgio Viotti           | ator                                             | Brasil         | m. 2009     | [ 3 ]  |
| 20 de abril    | Miriam Pires            | atriz                                            | Brasil         | m. 2004     | [ 4 ]  |
| 20 de maio     | David Hedison           | ator                                             | Estados Unidos | m. 2019     | [ 5 ]  |
| 21 de maio     | Sebastião Vasconcelos   | ator                                             | Brasil         | m. 2013     | [ 6 ]  |
| 24 de maio     | Carvalhinho             | ator e humorista                                 | Brasil         | m. 2007     | [ 7 ]  |
| 6 de junho     | Liana Duval             | atriz                                            | Brasil         | m. 2011     | [ 8 ]  |
| 24 de julho    | Jardel Filho            | ator                                             | Brasil         | m. 1983     | [ 9 ]  |
| 11 de agosto   | Stuart Rosenberg        | realizador                                       | Estados Unidos | m. 2007     | [ 10 ] |
| 30 de agosto   | Bill Daily              | ator e músico                                    | Estados Unidos | m. 2018     | [ 11 ] |
| 8 de setembro  | Laura Alves             | atriz                                            | Portugal       | m. 1986     |        |
| 13 de setembro | Laura Cardoso           | atriz                                            | Brasil         |             |        |
| 16 de setembro | Peter Falk              | ator                                             | Estados Unidos | m. 2011     | [ 12 ] |
| 29 de setembro | Cid Moreira             | apresentador                                     | Brasil         | m. 2024     | [ 13 ] |
| 14 de outubro  | Roger Moore             | ator                                             | Reino Unido    | m. 2017     | [ 14 ] |
| 14 de novembro | Fernando Torres         | diretor e produtor de teatro, cinema e televisão | Brasil         | m. 2008     | [ 15 ] |
| 4 de dezembro  | Jacinto Figueira Júnior | apresentador                                     | Brasil         | m. 2005     | [ 16 ] |
| 29 de dezembro | Canarinho               | humorista                                        | Brasil         | m. 2014     | [ 17 ] |

## Mortes
| Data | Nome | Profissão | Nacionalidade | Observações | Ref |
| ---- | ---- | --------- | ------------- | ----------- | --- |